# Zamek z piasku

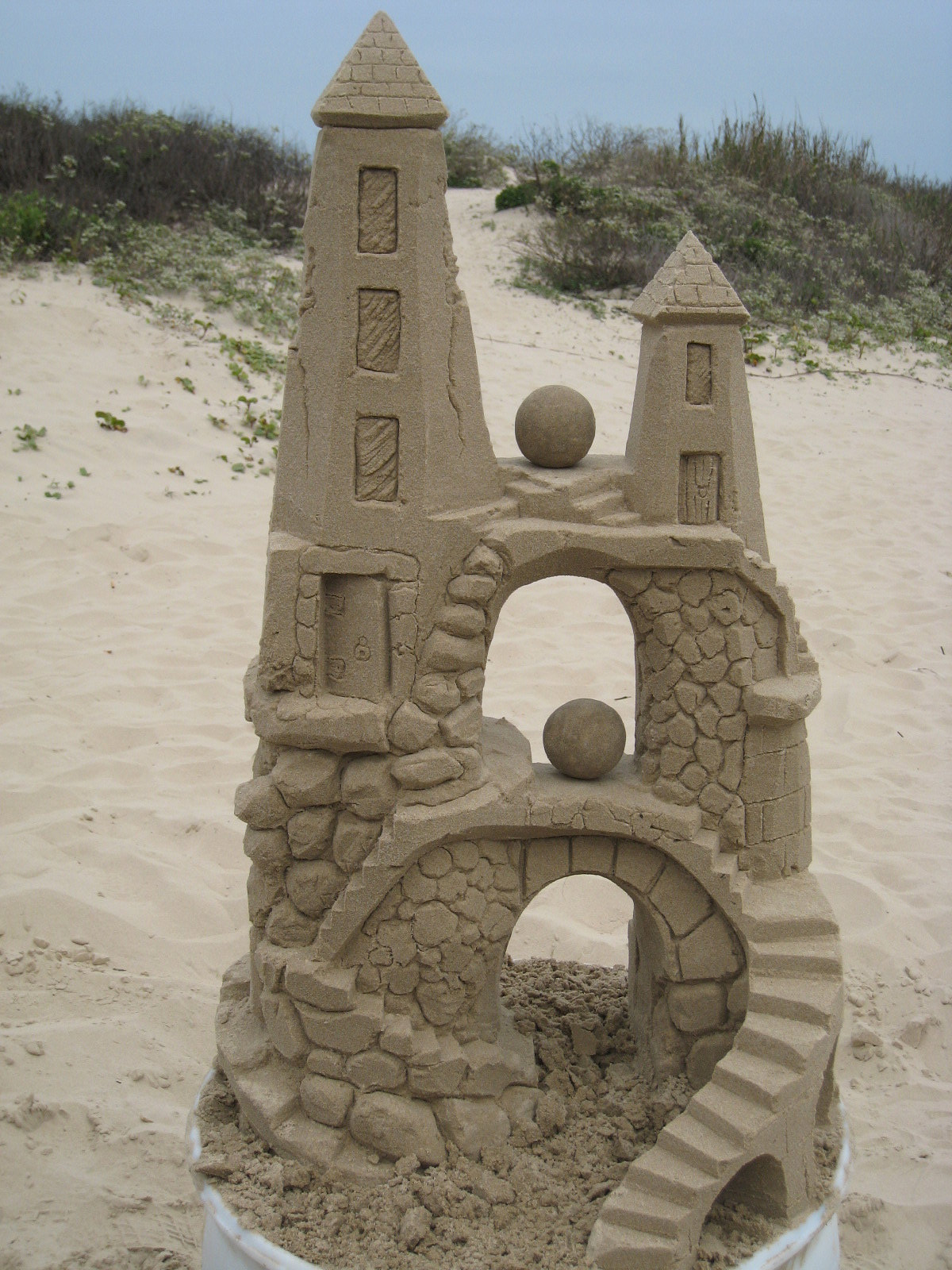
Zamek z piasku

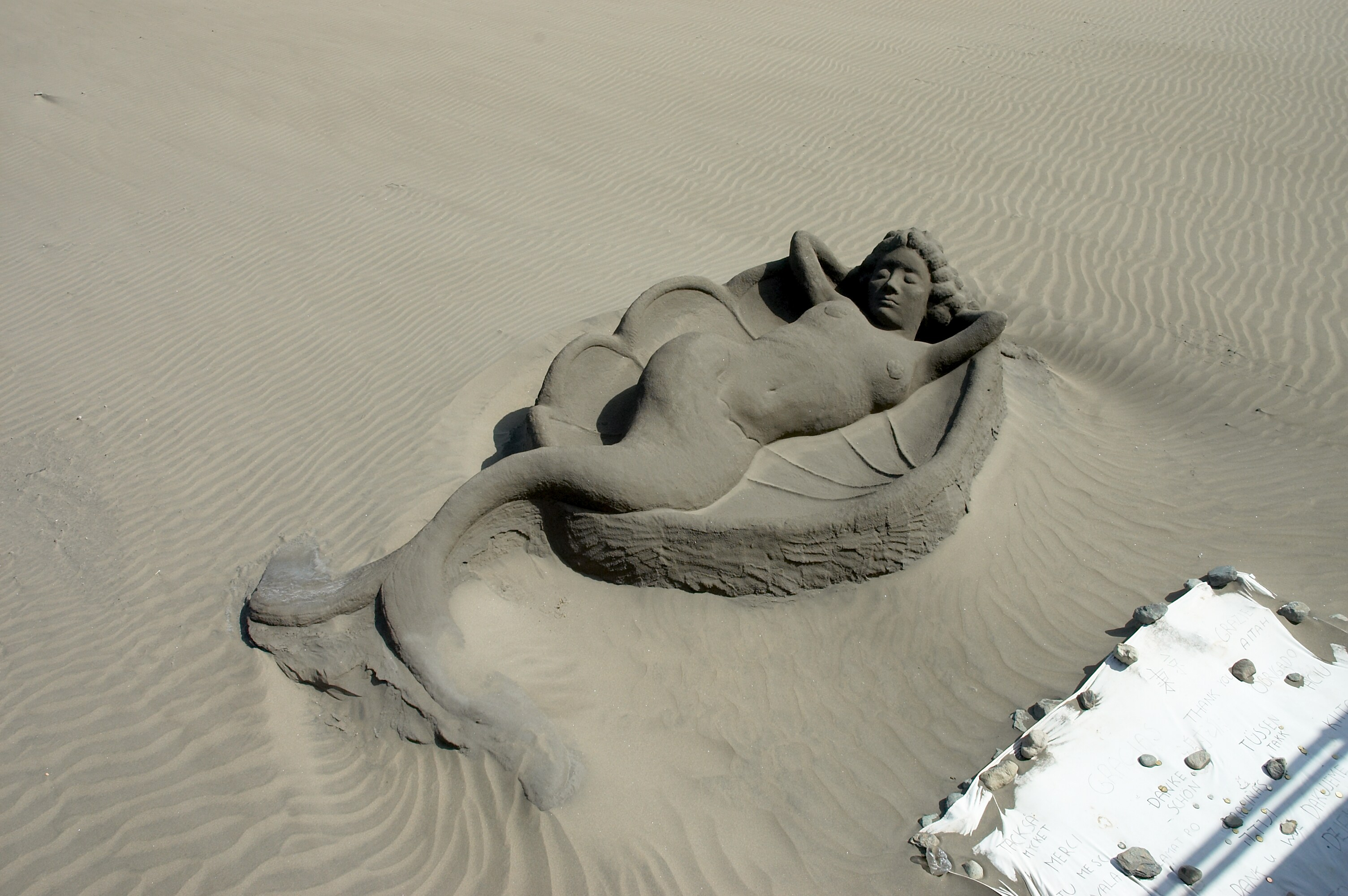
Piaskowa rzeźba

Zamek z piasku – szczególna forma budowlana stanowiąca formę zabawy polegająca na próbie bardziej lub mniej wiernej odwzorowania rzeczywistych budowli architektonicznych, budowli architektonicznych zmyślonych lub innych form w pomniejszonej lub powiększonej skali, gdzie budulcem jest wilgotny („mokry”) piasek, zazwyczaj Kwarcowy o zabarwieniu jasnym. 
Formę tę w szczególności spotyka się na obszarach piaszczystych o charakterze rekreacyjnym:
- piaskownice
- plaże nadmorskie
- inne plaże piaszczyste

Do charakterystycznych, wręcz przysłowiowych cech konstrukcji należy nietrwałość.
Żywotność budowli jest mocno ograniczona z winy warunków atmosferycznych i terytorialnych, takich jak:
- wiatr
- deszcz
- fale zbiornika wodnego

## Sztuka
Tworzenie konstrukcji z piasku uznawane jest również za formę sztuki. Organizowane są Festiwale, warsztaty, pokazy oraz Konkursy rzeźby piaskowej a wśród twórców są artyści z wykształceniem kierunkowym. Jednym z bardziej znanych twórców rzeźb piaskowych jest Calvin Seibert z Nowego Jorku, który zasłynął z tworzenia modernistycznych konstrukcji z piasku.

## Fizyka konstrukcji
Budowa zamku z piasku sprowadza się do odpowiedniej mieszanki trzech składników: piasku, wody i powietrza. Piasek zapewnia strukturę, woda między ziarnami piasku zapewnia siłę nośną – w tym przypadku ssanie – która utrzymuje piasek razem, natomiast bez odpowiedniej ilości powietrza woda rozepchnęłaby ziarna piasku. Ziarna piasku, zgodnie z ujednoliconym systemem klasyfikacji gruntu ASTM International, to cząstki gruntu o średnicy od 0,003 cala (0,075 mm) do 0,187 cala (4,75 mm). Piaski z definicji mają co najmniej połowę swoich cząstek w tym zakresie.  Grunt z cząstkami mniejszymi klasyfikowana jest jako glina, a z cząstkami większymi jako żwir. Większość gruntów klasyfikowanej jako piasek sprawdzi się do budowy konstrukcji z piasku, ale pożądane są szczególnie dwie cechy: ziarna piasku w kilku różnych rozmiarach oraz ziarna o kanciastych lub szorstkich krawędziach. Różnica w wielkości ziarna pozwala mniejszym ziarnom piasku wypełnić kieszenie lub pory między większymi ziarnami piasku.  Ziarna piasku, które są bardziej kanciaste, z ostrymi rogami, lepiej się ze sobą łączą, dzięki czemu zamek z piasku jest mocniejszy. 